# Weiten (Niederösterreich)
Weiten ist seit dem Jahr 1313 eine Marktgemeinde mit 1109 Einwohnern (Stand 1. Jänner 2024) im Bezirk Melk in Niederösterreich.

## Geografie
Weiten liegt im südlichen Waldviertel an der Einmündung des Nastinger Baches in den Weitenbach. Dieser fließt in etwa 300 Meter Meereshöhe. Von seinen Ufern steigt das Land großteils steil an. Die höchsten Hügel liegen mit Mandlgupf (662 m), Hofkogel (687 m) und Hinterberg (763 m) im Nordwesten, Wachtberg (720 m) im Norden und Kulm (746 m) im Osten. Im Süden fällt das Gelände zur Donau hin ab.
Die Fläche der Marktgemeinde umfasst 28,54 km², davon sind 56 Prozent bewaldet und 39 Prozent landwirtschaftliche Nutzfläche.

### Gemeindegliederung
Das Gemeindegebiet umfasst 15 Ortschaften (in Klammern Einwohnerzahl Stand 1. Jänner 2024):
- Am Schuß (154)
- Eibetsberg (9)
- Eitental (75)
- Filsendorf (38)
- Jasenegg (50)
- Mollenburg (4)
- Mollendorf (54)
- Mörenz (23)
- Nasting (4)
- Rafles (37)
- Seiterndorf (132)
- Streitwiesen (55)
- Tottendorf (48)
- Weiten (409)
- Weiterndorf (17)

Die Gemeinde besteht aus den Katastralgemeinden Eibetsberg bei Weiten, Eitenthal, Filsendorf, Jasenegg, Mollendorf, Mörenz, Nasting, Rafles, Seiterndorf, Streitwiesen, Tottendorf, Weiten und Weiterndorf.

### Eingemeindungen
Die Gemeinde entstand am 1. Jänner 1969 aus dem Zusammenschluss der Gemeinden Weiten, Mollendorf, Seiterndorf und Filsendorf.

### Nachbargemeinden
|           | Raxendorf                                   |                         |
| Pöggstall | Kompassrose, die auf Nachbargemeinden zeigt | Maria Laach (Krems)     |
|           | Leiben, Artstetten-Pöbring                  | Emmersdorf an der Donau |

## Geschichte
Die Mollenburg wurde in der Mitte des 13. Jahrhunderts errichtet, aber bereits am Ende desselben Jahrhunderts zerstört, da sich der Burgherr am Aufstand der Kuenringer gegen Herzog Albrecht I. beteiligt hatte. Schon 1303 wird Konrad den Werder als neuer Burgherr urkundlich genannt. Über seine Schwester Johanna gelangte das Gut in den Besitz der Familie Ebersdorfer, die den Wiederaufbau abschloss. Am Ende des 16. Jahrhunderts kam die Burg in den Besitz der Familie Geyer, die sie in ein Renaissanceschloss umbaute. Nach mehrmaligem Besitzerwechsel wurden 1860 der Dachstuhl abgetragen und alles Brauchbare als Baumaterial verkauft, um die Steuerlast zu reduzieren. 1975 kaufte der Wiener Stadtrat Jörg Mauthe die Ruine, restauriert Teile, sodass diese wieder bewohnbar sind.
Die erste urkundliche Erwähnung von Weiten erfolgte 1096 als Wäten (später Witin, Weiten). Die Pfarre wurde um 1050 vom Bistum Passau eingerichtet und war Mutterpfarre für das ganze Waldviertel.

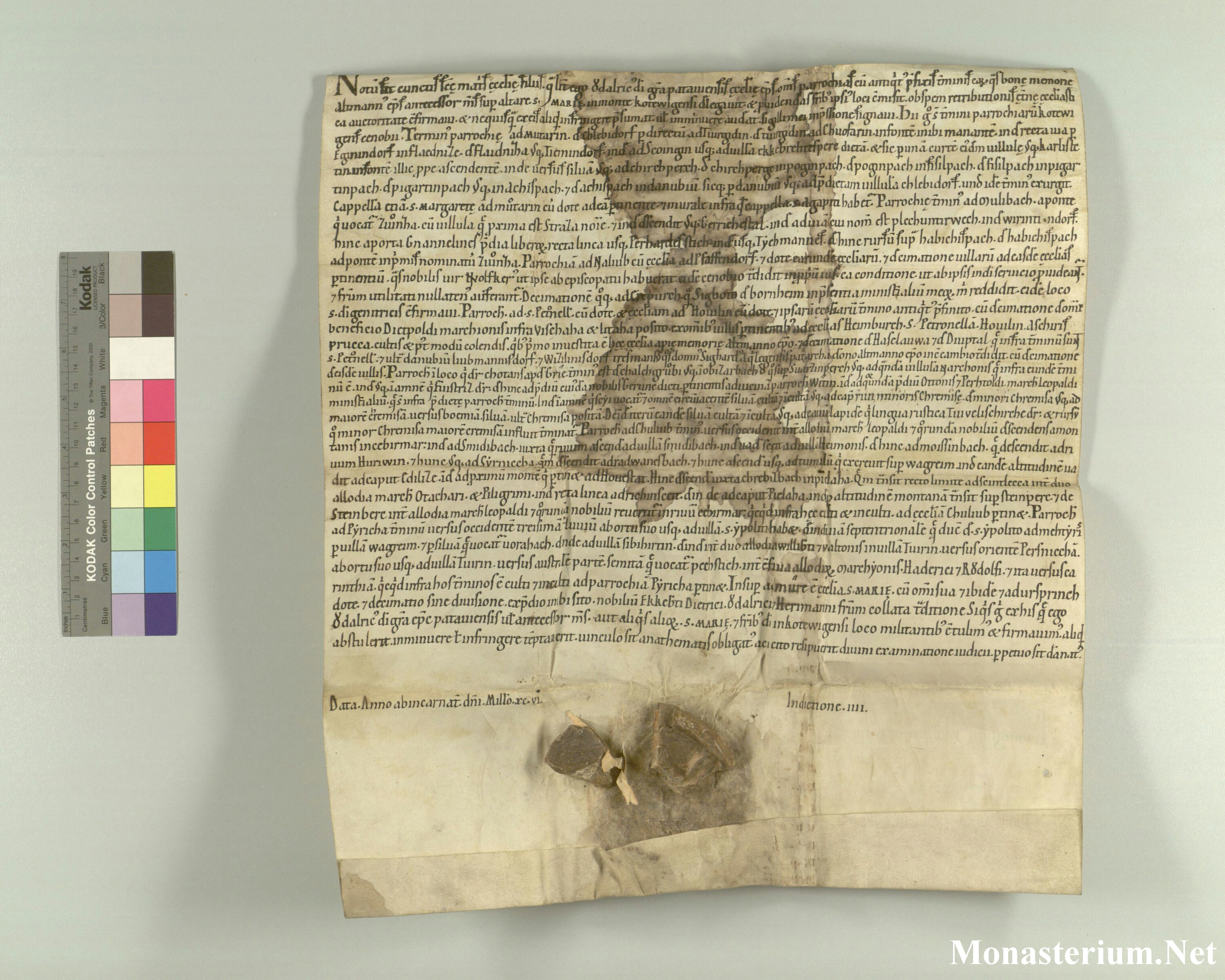
Erste_Urkunde_mit_Erwähnung_der_Pfarre_Weiten_damals_parroch(iam)_Witin

Markturkunde Weiten

Der Ort erhielt 1313 das Marktrecht.

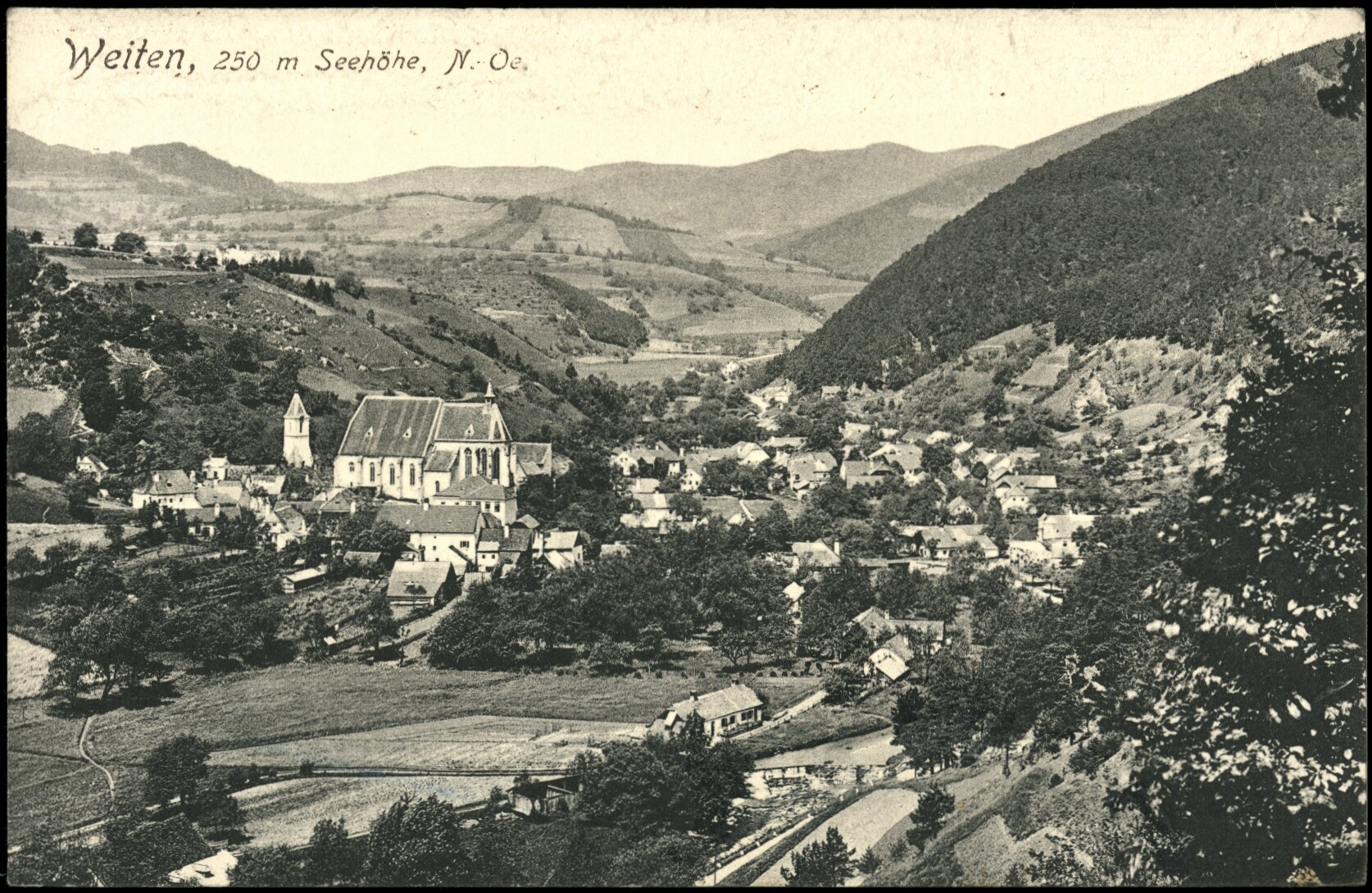
1909
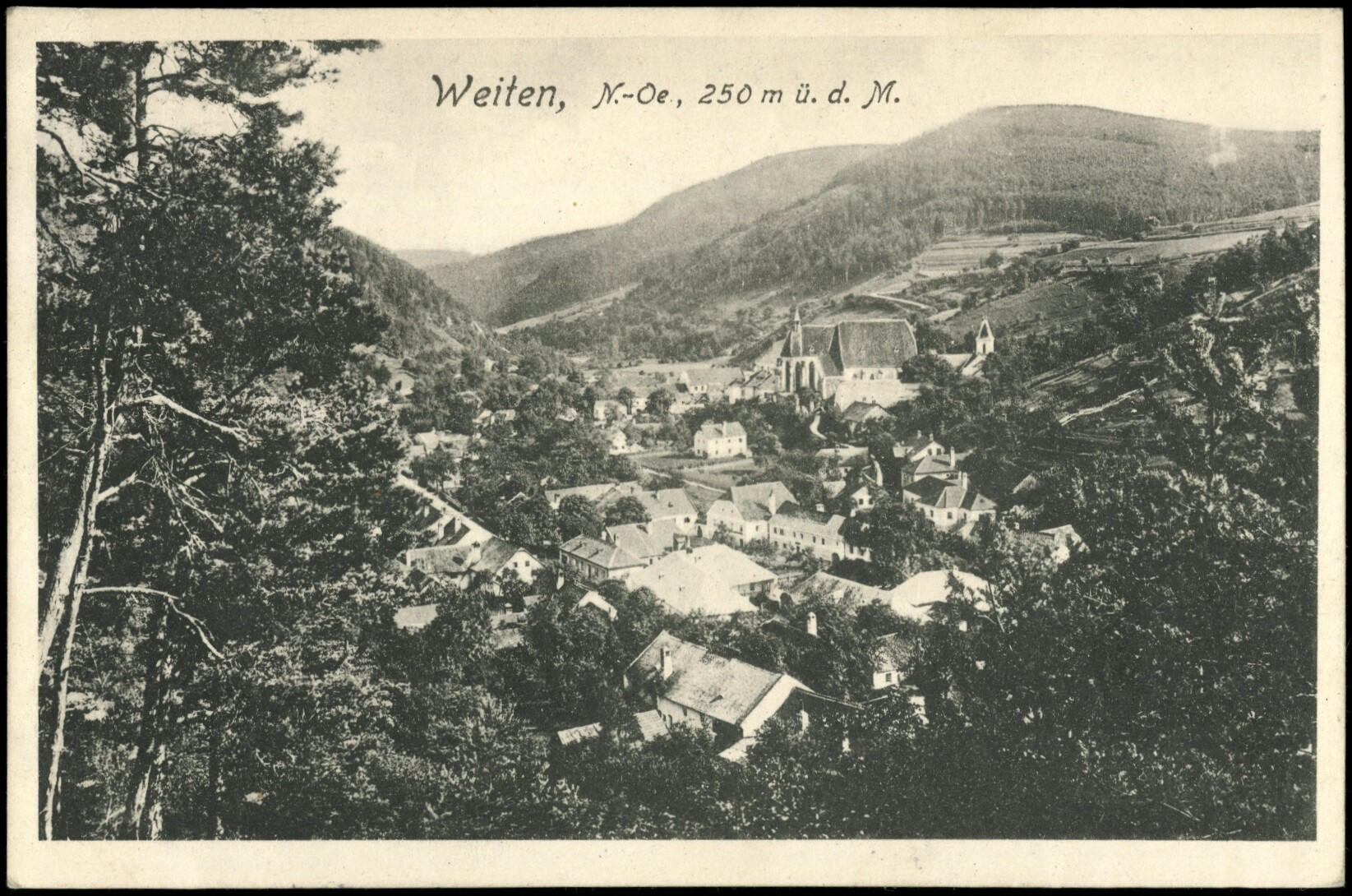
1922
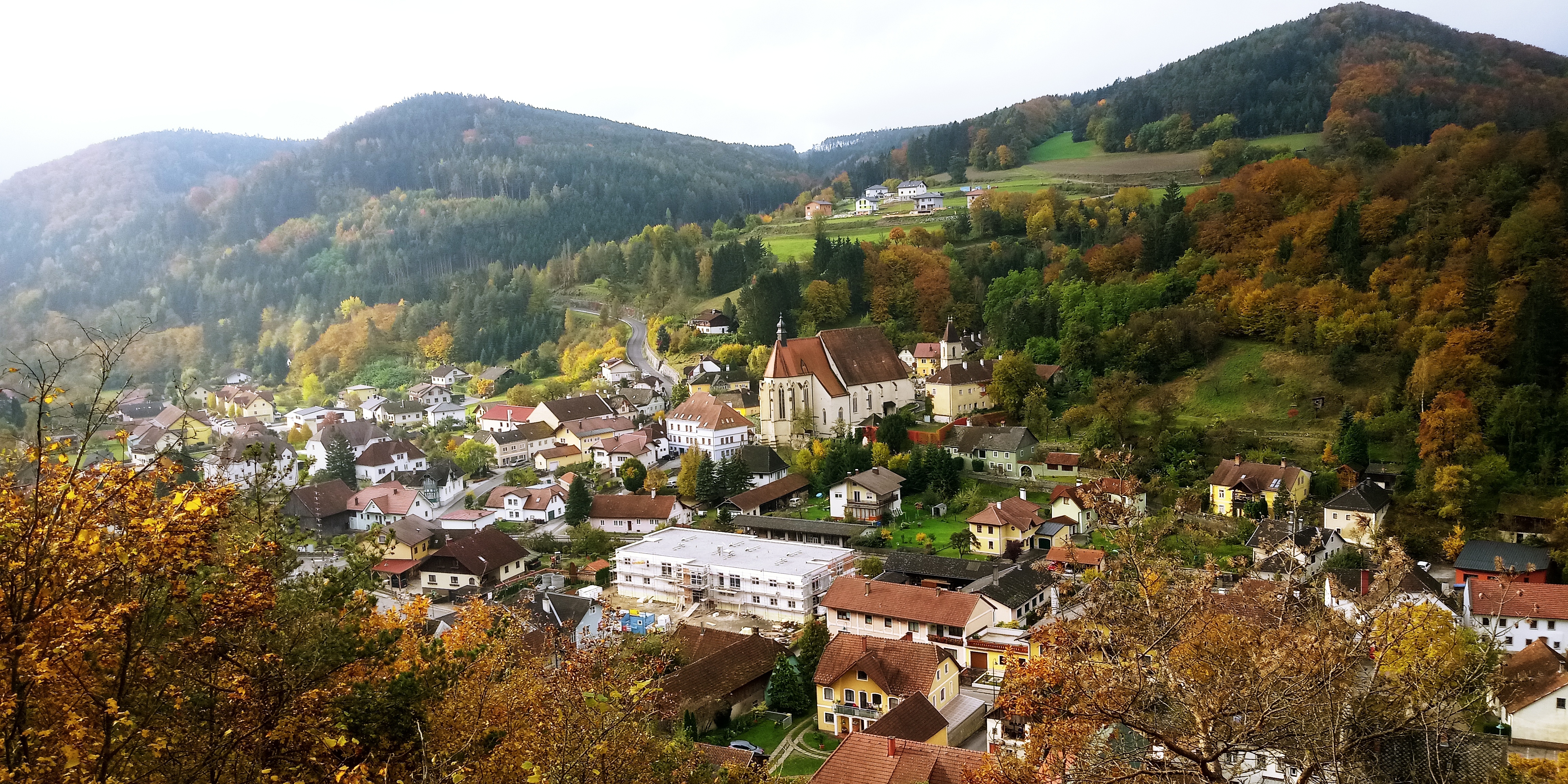
2020
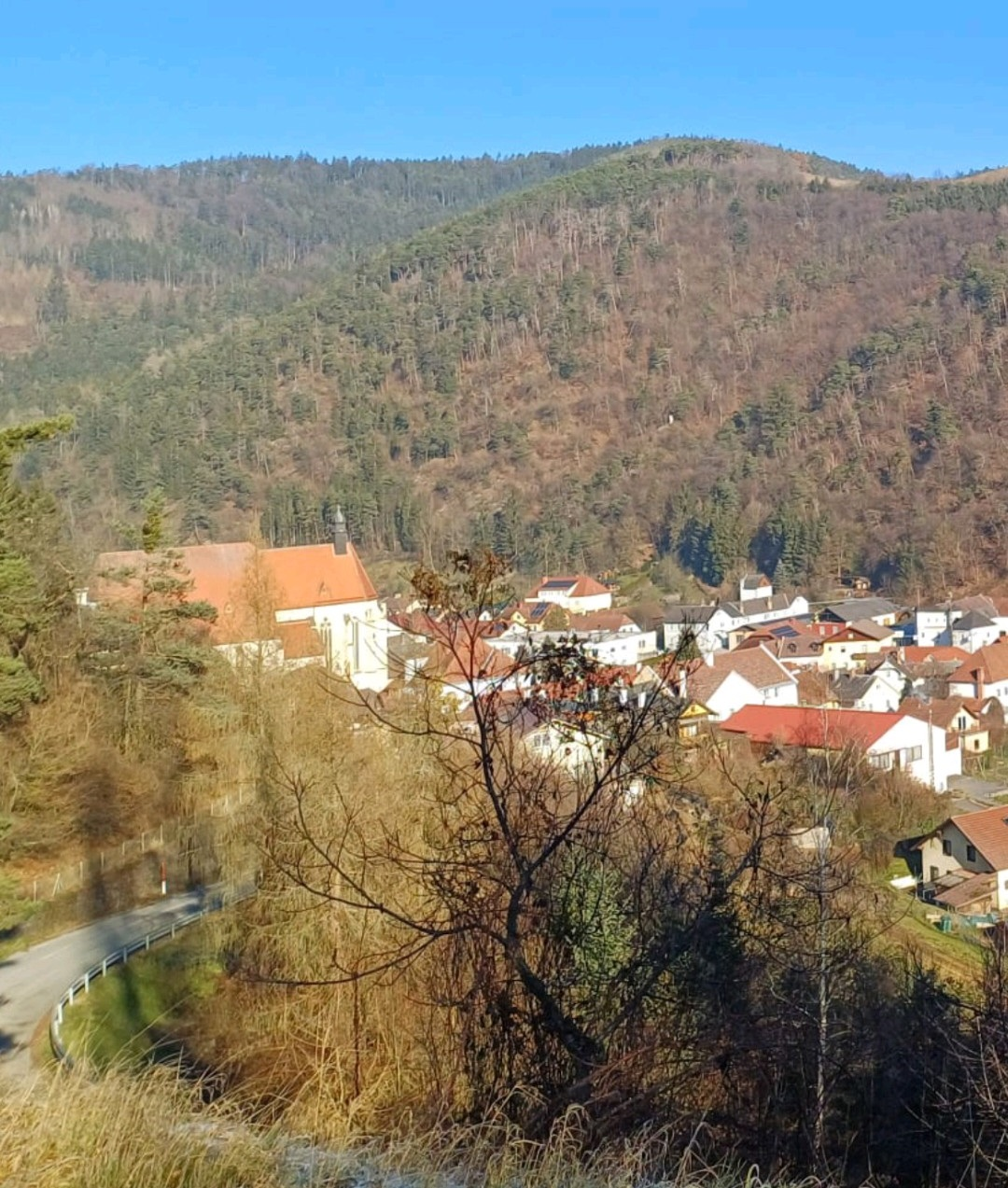
Weiten im Tale von Südwesten aus 2024

### Bevölkerungsentwicklung
| Weiten: Einwohnerzahlen von 1869 bis 2024           | Weiten: Einwohnerzahlen von 1869 bis 2024 | Weiten: Einwohnerzahlen von 1869 bis 2024 | Weiten: Einwohnerzahlen von 1869 bis 2024 | Weiten: Einwohnerzahlen von 1869 bis 2024 |
| --------------------------------------------------- | ----------------------------------------- | ----------------------------------------- | ----------------------------------------- | ----------------------------------------- |
| Jahr                                                |                                           |                                           |                                           | Einwohner                                 |
| 1869                                                | 1869                                      |                                           | 1.478                                     | 1.478                                     |
| 1880                                                | 1880                                      |                                           | 1.518                                     | 1.518                                     |
| 1890                                                | 1890                                      |                                           | 1.525                                     | 1.525                                     |
| 1900                                                | 1900                                      |                                           | 1.470                                     | 1.470                                     |
| 1910                                                | 1910                                      |                                           | 1.407                                     | 1.407                                     |
| 1923                                                | 1923                                      |                                           | 1.275                                     | 1.275                                     |
| 1934                                                | 1934                                      |                                           | 1.330                                     | 1.330                                     |
| 1939                                                | 1939                                      |                                           | 1.285                                     | 1.285                                     |
| 1951                                                | 1951                                      |                                           | 1.214                                     | 1.214                                     |
| 1961                                                | 1961                                      |                                           | 1.150                                     | 1.150                                     |
| 1971                                                | 1971                                      |                                           | 1.185                                     | 1.185                                     |
| 1981                                                | 1981                                      |                                           | 1.180                                     | 1.180                                     |
| 1991                                                | 1991                                      |                                           | 1.125                                     | 1.125                                     |
| 2001                                                | 2001                                      |                                           | 1.153                                     | 1.153                                     |
| 2011                                                | 2011                                      |                                           | 1.120                                     | 1.120                                     |
| 2021                                                | 2021                                      |                                           | 1.130                                     | 1.130                                     |
| 2024                                                | 2024                                      |                                           | 1.109                                     | 1.109                                     |
| Quelle(n): Statistik Austria, Gebietsstand 1.1.2021 |                                           |                                           |                                           |                                           |

## Kultur und Sehenswürdigkeiten

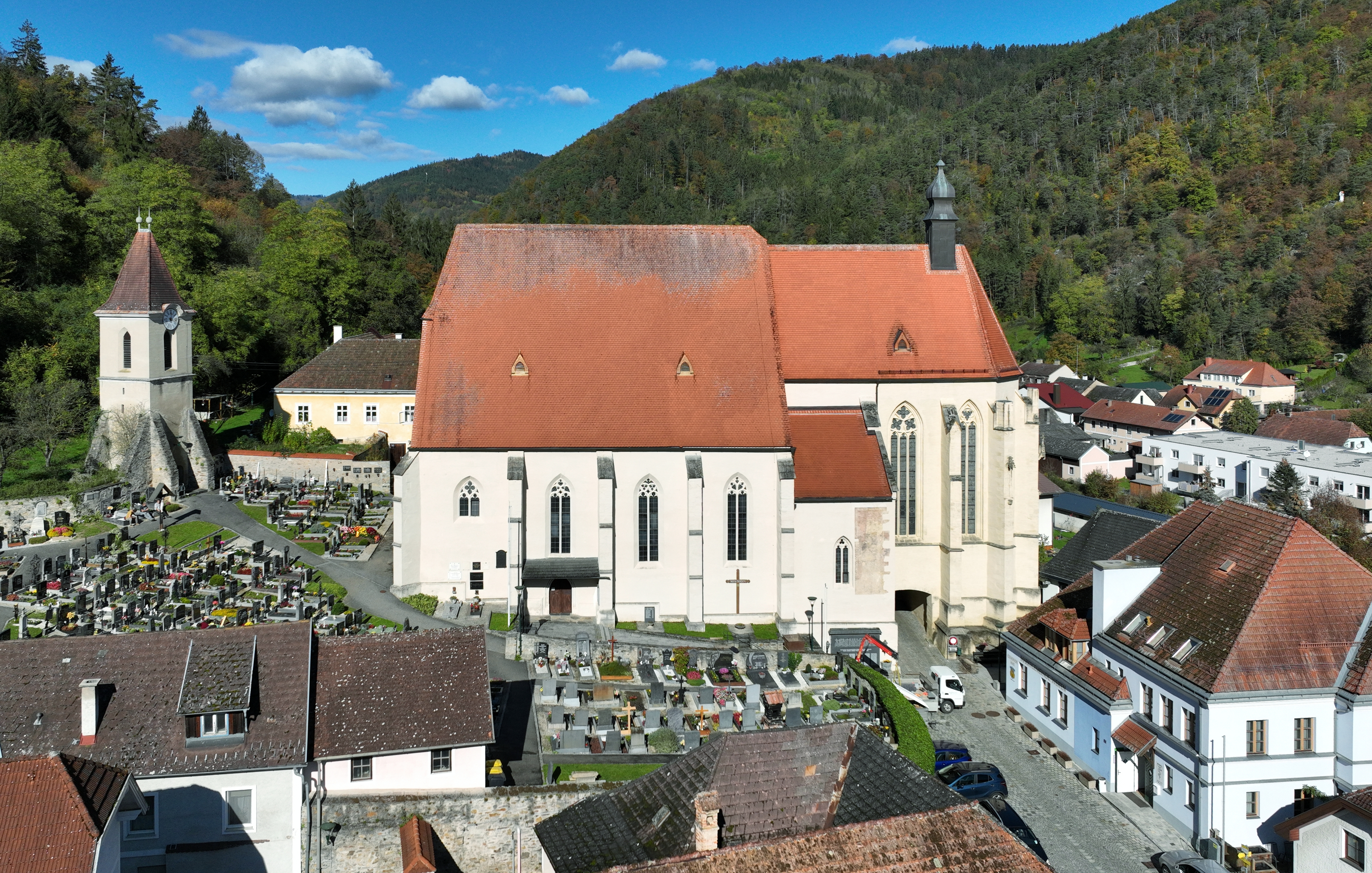
Pfarrkirche hl. Stephanus mit dem freistehenden Glockenturm

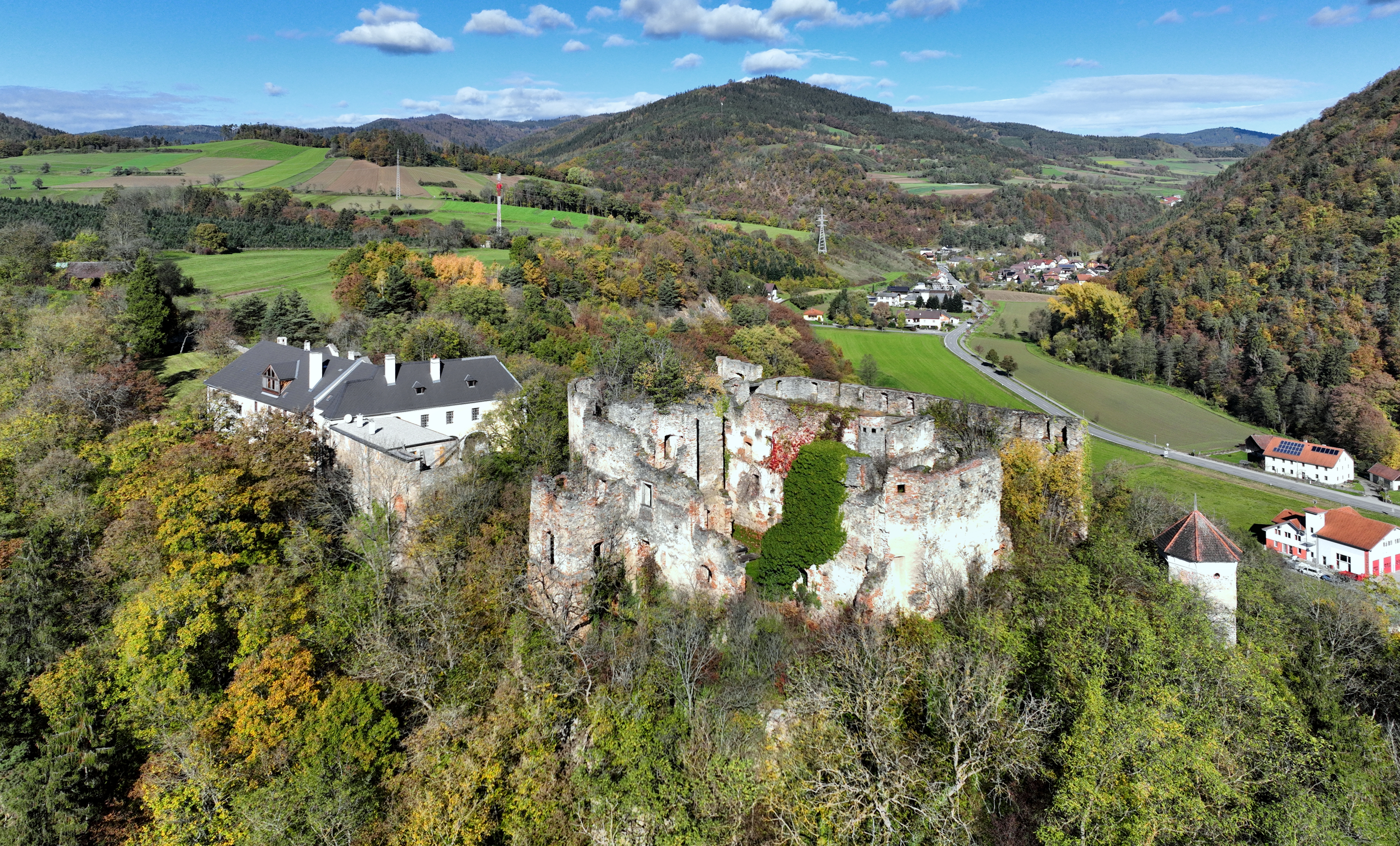
Burgruine Mollenburg mit der revitalisierten Vorburg

- Streitwiesen: Jugendburg Streitwiesen
- Mollenburg: Burgruine Mollenburg
- Geierhorst: Mollenburg’sche Schlosstaverne
- Katholische Pfarrkirche Weiten hl. Stephanus: Erbaut im 14. Jahrhundert, mit Glasmalereien aus dem 14. und 15. Jahrhundert

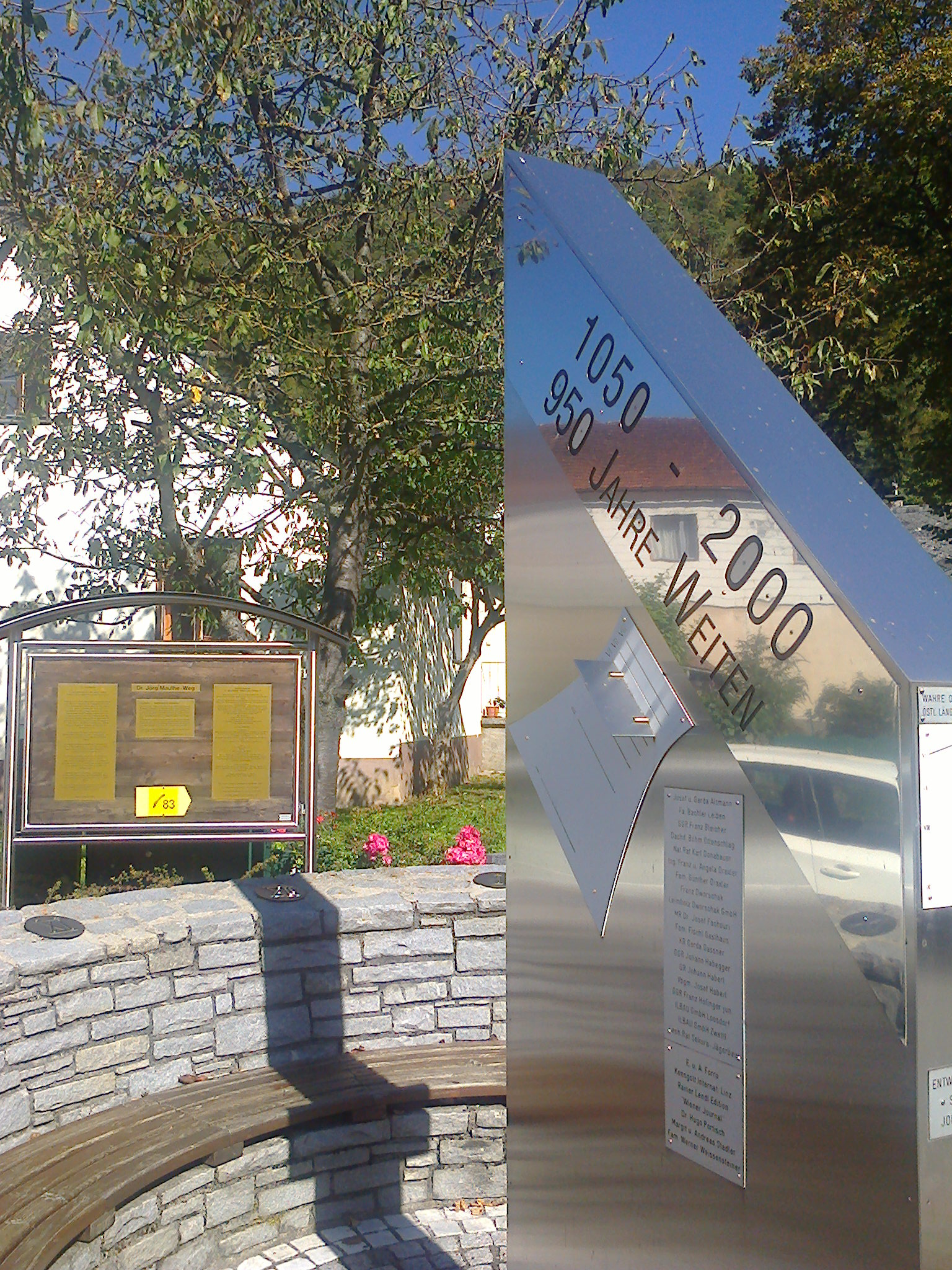
Millenniumssonnenuhr in Weiten

- Millenniumssonnenuhr

## Wirtschaft und Infrastruktur

### Wirtschaftssektoren
Von den 93 landwirtschaftlichen Betrieben des Jahres 2010 wurden 20 im Haupt-, 67 im Nebenerwerb, 1 von einer Personengemeinschaft und 5 von juristischen Personen geführt. Im Produktionssektor arbeiteten 28 Erwerbstätige im Bereich Herstellung von Waren und 10 in der Bauwirtschaft. Die wichtigsten Arbeitgeber des Dienstleistungssektors waren die Bereiche Verkehr (68), Handel (41) und soziale und öffentliche Dienste (31 Mitarbeiter).
| Wirtschaftssektor            | Anzahl Betriebe | Anzahl Betriebe | Erwerbstätige | Erwerbstätige |
| Wirtschaftssektor            | 2011            | 2001            | 2011          | 2001          |
| ---------------------------- | --------------- | --------------- | ------------- | ------------- |
| Land- und Forstwirtschaft 1) | 93              | 109             | 70            | 58            |
| Produktion                   | 11              | 11              | 38            | 90            |
| Dienstleistung               | 49              | 36              | 154           | 112           |

1) Betriebe mit Fläche in den Jahren 2010 und 1999

### Öffentliche Einrichtungen
In Weiten befindet sich ein Kindergarten und eine Volksschule.

## Politik

### Gemeinderat
| Der Gemeinderat hat 19 Mitglieder. - Mit den Gemeinderatswahlen in Niederösterreich 1990 hatte der Gemeinderat folgende Verteilung: 16 ÖVP und 3 SPÖ. - Mit den Gemeinderatswahlen in Niederösterreich 1995 hatte der Gemeinderat folgende Verteilung: 17 ÖVP und 2 SPÖ. - Mit den Gemeinderatswahlen in Niederösterreich 2000 hatte der Gemeinderat folgende Verteilung: 16 ÖVP, 2 SPÖ und 1 FPÖ. - Mit den Gemeinderatswahlen in Niederösterreich 2005 hatte der Gemeinderat folgende Verteilung: 15 ÖVP und 4 SPÖ. - Mit den Gemeinderatswahlen in Niederösterreich 2010 hatte der Gemeinderat folgende Verteilung: 17 ÖVP und 2 SPÖ. - Mit den Gemeinderatswahlen in Niederösterreich 2015 hatte der Gemeinderat folgende Verteilung: 16 ÖVP und 3 SPÖ. - Mit den Gemeinderatswahlen in Niederösterreich 2020 hatte der Gemeinderat folgende Verteilung: 16 ÖVP und 3 SPÖ.Land Niederösterreich – Gemeinderatswahl 2020. Abgerufen am 31. August 2021. - Mit den Gemeinderatswahlen in Niederösterreich 2025 hat der Gemeinderat folgende Verteilung: 15 ÖVP und 4 SPÖ. | Hier fehlt eine Grafik, die leider im Moment aus technischen Gründen nicht angezeigt werden kann. Wir arbeiten daran! |

### Bürgermeister
- 1995–2005 Johann Jindra (ÖVP)
- 2005–2015 Johann Habegger (ÖVP)
- 2015–2022 Franz Höfinger (ÖVP)[18][19]
- seit 2022 Ramona Fletzberger (ÖVP)

### Gemeindepartnerschaften
In den 1990er Jahren wurde von österreichischer Seite eine inoffizielle Partnerschaft mit der saarländischen Ortschaft Weiten, einem Ortsteil der Gemeinde Mettlach an der Saar aufgenommen. Diese Partnerschaft wurde im Jahr 2000 offiziell besiegelt.

## Persönlichkeiten
- Friedrich Wallner (* 1945), Philosoph und Wissenschaftstheoretiker